# Marie Zachovalová
Marie Zachovalová (2. srpna 1981, Šumperk – 22. června 2008, Hořice) byla česká fotografka, kterou Břetislav Rychlík označil za „jeden z nejsvébytnějších talentů české dokumentární fotografie“. Pořizovala dokumentární a krajinářské fotografie, fotografovala život na vesnici, masopustní zvyky, sklizeň jablek, žně, práci v lese i bohoslužby.

## Životopis
Vyrůstala v kovárně rodičů Marie a Ilji Zachovalových, na okraji malé podhorské vesničky Šléglov – nejmenší obci na Šumpersku, ležící mezi národní přírodní rezervací Králického Sněžníku a chráněnou krajinnou oblastí Hrubého Jeseníku. Marie byla nejmladší ze čtyř dětí, sourozenců, kterými byli i sestra Kateřina a bratr František.
Otec, Ilja Zachoval, vystudovaný akademický malíř, byl uměleckým kovářem, závodníkem a konstruktérem veteránů třídy Klasik, a ve volném čase také starosta obce Šléglov. Organizoval nejpopulárnější závod v regionu – Kolštejnský okruh o Cenu Václava Paruse, konající se každoročně na podzim. Historické motocykly byly vášní obou jejích rodičů a staly se i její. Po matce později jezdila na motocyklu ČZ-Walter OHC 350 cm³ z roku 1954.
V roce 1999 absolvovala Školu uměleckých řemesel (ŠUŘ Brno) a v roce 2005 FAMU v oboru černobílá fotografie v ateliéru prof. Pavla Diase, českého fotografa a vysokoškolského pedagoga.
Účastnila se prvních ročníků festivalu grafiky a fotografie Máchovy Litoměřice, pořádaného od roku 2003.
S Jindřichem Štreitem – legendou české dokumentární fotografie, spolupracovala na jeho doporučení při natáčení dokumentárního filmu Černá srdce, autorů a Moniky a Břetislava Rychlíkových. Od prosince 2006 do prosince 2007 zachycovali časosběrnou metodou život čtyř romských rodin zemí Visegrádské čtyřky – Česka, Polska, Slovenska a Maďarska. Každý z fotografů pracoval ve dvojici s jedním z filmařů. Záměrem bylo prolnout pohled dokumentaristy a fotografa, ale i muže a ženy, na život romské rodiny. Fotografovala tak po boku Břetislava Rychlíka na východním Slovensku v romské osadě Járeček a v Maďarsku v romské vesnici, zatímco Jindřich Štreita s Monikou Rychlíkovou na předměstí Olomouce a v industriálním prostředí v Polsku. Dokument Černé srdce byl dokončením triptychu Jeden rok (1988) a Kamenolom boží (2005), zaznamenávající určitou lidskou komunitu v průběhu roku.
Vyučovala také fotografickou praxi na Pražské fotografické škole. Přes týden pracovala pro dobročinné nadace a navštěvovala v nemocnici těžce nemocné děti. Působila v občanském sdružení Oživení. Byla hluboce věřící katoličkou.
Spolu s otcem se účastnila i závodu TT na ostrově Man (anglicky Isle of Man TT) s motocyklem JAWA 500 2x OHC (vyráběných 1952–1958). On, Ilja Zachoval za řídítky a Marie Zachovalová, v sajdkáře.
Zahynula tragicky 22. června 2008 na stejném motocyklu, při nehodě se svým otcem. Osudným se jim stal závod historických motocyklů a sajdkár na okruhu v Hořicích v okrese Jičín, pořádaný hořickým automotoklubem v rámci 17. ročníku Czech Tourist Trophy, kterého se účastnilo 340 jezdců. Oblíbeným místem srazu bylo místo za kaplí Panny Marie Hlohové v Hořicích, kde si je tak vzpomínkou účastníci závodů připomínají. Od roku 2008, od jedenáctého ročníku, je nadále pořádán také závod Kolštejnský okruh, jako odkaz jejího otce, Ilji Zachovala.

## Výstavy
Účastnila se a vystavovala na fotografických výstavách:
- 1997–2002 – školní a skupinové výstavy v Praze, Brně, Litoměřicích, Branné, Rouen ve Francii
- 2003 – Světlo mého života, výstava fotografií dětí Oddělení dětské onkologie ve Fakultní nemocnici v Motole v Praze, Novoměstská radnice, Praha;
- 2004–2005 – Dopuštění, Sudety v proměnách času, okresní muzeum v Teplicích,[19] Šumperku, kino Retro v Zábřehu
- 2005 – Krajina na kraji, výstava katedry fotografie FAMU v Betlémské kapli v Praze
- červenec 2006 – soubor Paříž, Galerie Exit v Praze

Další výstavy:
- 2010 – fotografie Jindřicha Štreita a Marie Zachovalové v budově magistrátu města Olomouc, doprovodný projekt dokumentárního filmu Černá srdce, připraveném a pořádaném ve spolupráci s muzeem romské kultury v Brně a Magistrátem města Olomouce[20]